# Санькова, Оксана Владимировна
Оксана Владимировна Санькова (род. 6 июля 1977) — российская актриса театра и кино.

## Биография
Родилась в городе Самара. В 2002 году закончила РАТИ-ГИТИС (курс А. А. Гончарова) и в том же году была принята в труппу РАМТа. Увлекается плаванием и современными танцами.

## Роли в театре

### Текущий репертуар
- 2004 — «Вишнёвый сад» А. П. Чехова. Режиссёр: Алексей Бородин — Шарлотта Ивановна
- 2005 — «Чисто английское привидение» Уайльда. Режиссёр: Александр Назаров — Миссис Эмни
- 2006 — «Золушка» Евгения Шварца. Режиссёр: Алексей Бородин — Фея
- 2006 — «Сказки на всякий случай» Евгений Клюева. Режиссёр: Владимир Богатырёв
- 2006 — «Самоубийца» Эрдмана. Режиссёр: Вениамин Смехов — Клеопатра Максимовна
- 2010 — «Думайте о нас» Е.Клюева. Режиссёр: Владимир Богатырёв — Фея Вчерашнего Дня
- 2010 — «Чехов-GALA» А. П. Чехова. Режиссёр: Алексей Бородин — Мерчуткина («Юбилей»)
- 2011 — «Будденброки» Т.Манна. Режиссёр: Миндаугас Карбаускис — Герда

### Спектакли, снятые с репертуара
- «Тень» Е. Шварца. Режиссёр: Юрий Ерёмин — Луиза
- «Таня» А.Арбузова. Режиссёр: Александр Пономарёв — Шаманова
- 2004 — «Идиот» Ф. М. Достоевского. Режиссёр: Режис Обадиа — Епанчина Аделаида Ивановна, Иволгина Варвара

## Роли в кино
- 2002 — «Следствие ведут Знатоки. Десять лет спустя»
- 2007 — Морская душа
- 2008 — «Судебная колонка» — Елена
- 2007—2009 — «Закон и порядок» (сериал)
- 2016 — «Салам Масква» — Наталья, супруга Арслана